# Войны Джучидов и Хулагуидов
Войны Джучидов и Хулагуидов — война между улусами Монгольской империи в XIII—XIV веках за передел владений на Кавказе, в Иране и в Сельджукском султанате.

## Причины конфликта
Причиной войны являлись спорные территории между Золотой Ордой и Ильханатом — причем не только Азербайджан, но и другие кавказские регионы, а также ряд областей в Иране и Сельджукский султанат. Все эти территории при Бату находились под контролем Золотой Орды, однако сначала Гуюк вытеснил его наместников из Ирана, затем Мунке поддержал своего брата Хулагу в борьбе за Иран, Азербайджан и установление сюзеренитета над Грузией и сельджуками. Убедившись, что Хубилай не сможет помочь Хулагу, как это делал его старший брат, Берке решил вернуть свои законные владения военными средствами.

## Ход конфликта

### Кампания 1262 года
В августе 1262 года со стороны Дербента под командованием Ногая в Ширван вторглась 30-тысячная армия. В районе Шемахи он разгромил передовые отряды Хулагуидов, однако вскоре подошли свежие силы Хулагу, и 14 ноября 1262 года несколько севернее Шемахи, у Шаберана, войско Ногая было разгромлено, а сам он бежал. В начале декабря основные силы во главе с самим Хулагу выступили в поход и направились к Дербенту. Схватка за эту ключевую крепость длилась весь день 8 декабря, после чего джучидские войска отступили, оставив город в руках врага. Переправившись через Терек, хулагуидская армия захватила лагерь и обозы войск Ногая. В результате ответного удара 13 января 1263 года, который возглавил сам Берке, Хулагуиды потерпели жестокий разгром в бою, длившемся «от зари до конца дня» на берегу Терека, причём при их отступлении множество воинов погибло, провалившись сквозь тонкий лёд в реку. Войска Джучидов, преследуя отступающих, освободили Дербент и, углубившись недалеко на территорию Ширвана, вернулись назад.
После окончания военных действий обе стороны стали проводить более основательную подготовку дальнейшей войны. Хулагу казнил всех находившихся в его владениях золотоордынских купцов, конфисковав их имущество, а Берке не замедлил поступить так же с иранскими; эти действия ещё более обострили отношения между двумя сторонами.

### Кампания 1265 года
В 1265 году, когда умер Хулагу и на престол государства Хулагуидов взошёл его сын Абака-хан, Ногай выступил в новый поход. Встреча армий произошла на левобережье реки Куры у реки Аксу в разгар лета, победа осталась за войсками Золотой Орды, потрепанные отряды Абака-хан отступили. После этого войска обеих сторон еще раз встретились на этой реке, в этот раз Берке пришел с подкреплением к Ногаю. Об этой битве персидский историк Вассаф пишет, что река была заполнена трупами, называя битву братоубийственной резнёй. Итогом кампании считается то, что часть Азербайджана отошла к Золотой Орде.

### Длительное отсутствие боевых действий
Когда после смерти хана Берке войско Джучидов вернулось домой, ильхан Персии Абака решил обезопасить себя от неожиданных вторжений с севера возведением укреплённой линии. После 1265 года источники длительное время не сообщают о каких-либо столкновениях между соседями.

### Кампания 1279–1280
В 1279 году боевые действия между двумя крупными осколками Монгольской империи возобновились. Менгу-Тимур дважды разбил войско Абаги. Больше боевых действий на велось.

### Набег 1290 года
В последний год правления Тула-Буги войска пяти золотоордынских военачальников численностью в один тумен предприняли попытку вторжения в области к югу от Дербента. По источникам создаётся впечатление, что войско состояло из собственных дружин пяти военачальников, а поход был объявлен по их собственному почину. Сообщение о нападении с севера ильхан Аргун получил 26 марта 1290 года, после чего в район боевых действий немедленно были направлены хулагуидские войска. Однако в ставку ильхана продолжали поступать «вести о смятении, чинимом врагом». По этим вестям Аргун, находившийся в Муганской степи, вынужден был прервать свой очередной медовый месяц и двинуться в сторону Дербента. Хулагуиды обратили в бегство золотоордынские отряды, убив и захватив в плен несколько важных военачальников. Несмотря на то, что отражение набега не потребовало особого труда, ильхан Аргун «через вестников разослал сообщение об этой победе во все стороны».

### Второй период без боевых действий
После нескольких столкновений в XIII веке обе стороны создали особую охрану Дербентского прохода, основной задачей которой была не столько оборона, сколько заблаговременное предупреждение о приближании врага. Застава Золотой Орды располагалась в самом Дербенте (Дербанте) в отличие от хулагуидской, находящейся к югу от него.

### 1319 —1336 годы
Зимой 1318—1319 годов золотоордынский хан Узбек, пройдя через Дербент, неожиданно появился в Ширване. Не встречая сопротивления, его войско продвинулось до реки Пирсагат, где на несколько дней остановилось в районе Пир-Хусейна, откуда двинулось далее на юг к берегу Куры. Однако переправиться через неё войскам Узбека не удалось, так как на противоположном берегу начали сосредоточение силы Хулагуидов. Ни одна из армий не отважилась переправиться, и после длившейся несколько дней перестрелки из луков золотоордынские войска повернули назад, уйдя за Дербент.
Ответный удар был нанесён в 1325 году, когда отряды Хулагуидов, пройдя Дербент, приблизились к Тереку. Далее на север они не отважились углубляться, ограничившись разорением и грабежом районов между Тереком и горами.
Осенью 1335 года ильхан Абу-Саид собрал силы для нанесения упреждающего удара по владениям Узбека, но по дороге он умер в Арране, и поход не состоялся. Узбек же не отказался от своих намерений, и в следующем году его войска через Дербент вышли к Куре, где на противоположном берегу их уже ждала хулагуидская армия. Стояние на Куре вновь сопровождалось перестрелкой через реку и закончилось отступлением золотоордынских сил на север, за Дербент.

### Поход Джанибека на Государство Хулагуидов
Последний хан из династии Хулагу умер в 1336 года, причина межгосударственной вражды фактичеси превратилась в по-разному излагаемую легенду, однако военные действия продолжались. Армия преемника Узбека — Джанибека в 1358 году сквозь Дербент подошла к реке Куре, переправившись через неё, войска вскоре появились в Ардебиле. Правитель Ирана Мелик Ашерф не смог организовать сопротивления, поэтому, не прилагая много усилий, войска Золотой Орды продвигались всё дальше: они заняли Сераб, Уждан, а позже и столицу страны — Тебриз. Закончив поход, Джанибек вернулся обратно, поставив наместником завоёванных земель своего сына Бердибека. Под властью Джучидов оказались: Азербайджан, Ширван и Арран, однако плоды победы были быстро утрачены, так как сын Джанибека, по вестям о болезни отца, вернулся в Сарай ал-Джедид, вступив в борьбу за золотоордынский престол.

## Итоги
С уходом Бердибека окончилось золотоордынское владычество над Азербайджаном. Следующее столкновение за обладание им случилось уже между Тохтамышем и Тимуром.